# Valuta
La valuta è un'unità di scambio che ha lo scopo di facilitare il trasferimento di beni e servizi. Per lo più assume la forma di moneta.

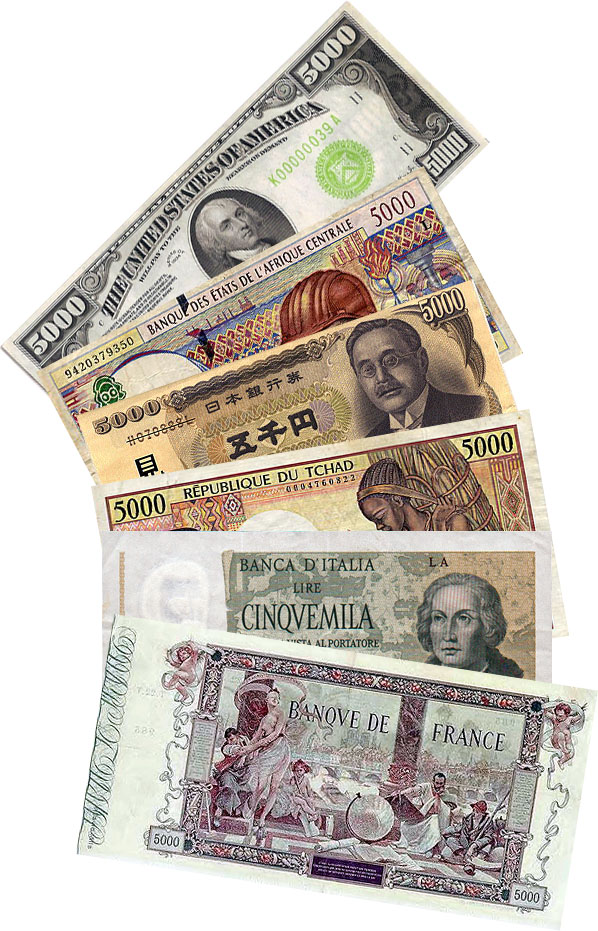
Banconote di diverse valute (precedenti all'adozione dell'euro)

Viene di norma emessa da stati o gruppi di stati (si pensi all'euro) per lo più attraverso la propria banca centrale in regime di monopolio. Ma in moltissimi casi non è così (perché la maggior parte delle banche centrali sono state privatizzate). In alcuni stati esistono più istituti di emissione.
Più stati possono usare lo stesso nome per le loro monete (tra i nomi più diffusi vi sono dollaro e lira: dollaro canadese, dollaro statunitense, dollaro australiano, lira italiana, lira turca, lira egiziana, sterlina britannica o irlandese), possono utilizzare la stessa valuta (es. l'euro), oppure uno stato può dichiarare a corso legale la valuta di un altro paese, secondo un processo che viene chiamato dollarizzazione perché riguarda più frequentemente il dollaro (ad esempio, il dollaro statunitense è la valuta legale di Panama). Ciascuna valuta ha tipicamente multipli e sottomultipli: di solito si usano i centesimi.
Il termine valuta viene usato più specificamente per indicare le monete straniere detenute da cittadini e istituzioni di uno stato, sotto forma di denaro circolante e di titoli di credito. Un tipico esempio di questo possesso è rappresentato dalle riserve di valuta detenute dalle banche centrali. Ogni banca centrale detiene una data quantità di moneta straniera ovvero di valuta allo scopo di far fronte alle richieste degli operatori economici e per difendere il valore della propria moneta.
Il possesso di valuta da parte dei cittadini e delle imprese di uno stato è solitamente soggetto a norme amministrative che stabiliscono quanta moneta può essere detenuta e a quali condizioni.

## Storia delle valute
La storia delle valute segue abbastanza da vicino quella del denaro. Sebbene qualsiasi forma di denaro possa essere considerata valuta, il termine valuta si applica di solito a monetazione standard e ai sistemi che si sono sviluppati da questo.
Prima dell'introduzione della monetazione standard, il calcolo del valore del denaro basato sui metalli richiedeva diversi passi. Dapprima il metallo era provato su una pietra di paragone per determinare il titolo, poi veniva pesato e infine i due valori venivano moltiplicati tra loro. Così, se si creava una lega tra oro e piombo (che era una tecnica comune di falsificazione), il peso del metallo era moltiplicato per la percentuale d'oro per avere il peso del solo metallo prezioso.
La monetazione fu introdotta per semplificare questo processo. Le monete furono create di una serie di pesi e titoli d'oro e poi marcate con il loro valore e in questo modo non erano richieste misure al momento dello scambio. Ovviamente potevano essere create monete aventi lo stesso aspetto ma con leghe peggiori dell'originale, ma questo era difficile da ottenere nel passato.
Sistemi valutari più moderni sono stati sviluppati dall'introduzione delle monete legali e monete cartacee. Il processo inizia con la sostituzione del metallo originale con una moneta che lo rappresenti. In questo modo l'oro poteva essere mantenuto al sicuro nei forzieri dello stato. Esempi di questi sistemi nel passato erano il Gold Standard, dove il dollaro statunitense era coperto da oro immagazzinato a Fort Knox, e la sterlina britannica, che al momento della sua introduzione da parte di Enrico II nel 1158 era coperta da una libbra di argento al 92,5% (One Pound of Sterling Silver).
L'evoluzione continuò dapprima con la rappresentazione cartacea dello stesso standard metallico e infine rimuovendo completamente la copertura in metallo e affidando alla sola carta il valore della valuta. Il primo "biglietto di banca" (ovvero la prima banconota) fu emesso dalla Banca d'Inghilterra nel 1694.

## Nome delle valute
L'Organizzazione internazionale per la normazione ha introdotto il sistema ISO 4217 per l'identificazione delle monete tramite codici di tre lettere. In questo modo sono state eliminate le confusioni tra valute con più rappresentazioni locali, come il dollaro, la sterlina o il franco. In generale, il codice di tre caratteri utilizza per le prime due lettere il codice ISO 3166-1 per la nazione, mentre come terza lettera si utilizza l'iniziale della valuta.
Nel seguito si elencano in ordine alfabetico le attuali valute mondiali, le nazioni nelle quali vengono utilizzate e riportando tra parentesi il relativo codice ISO 4217:
- Afghani -  Afghanistan (AFA)
- Ariary malgascio -  Madagascar (MGA)
- Baht thailandese -  Thailandia (THB)
- Balboa panamense -  Panama (PAB)
- Birr etiope -  Etiopia (ETB)
- Bolívar venezuelano -  Venezuela (VEB)
- Boliviano -  Bolivia (BOB)
- Cedi ghanese -  Ghana (GHS).
- Colón:-
  - Colón costaricano -  Costa Rica (CRC)
  - Colón salvadoregno -  El Salvador (SVC)
- Córdoba nicaraguense -  Nicaragua (NIO).
- Corona:-
  - Corona ceca - Koruna -  Rep. Ceca (CZK)
  - Corona danese - Krone -  Danimarca,  Groenlandia (DKK)
  - Corona delle Fær Øer - Krone -  Isole Fær Øer (DKK)
  - Corona islandese - Króna -  Islanda (ISK)
  - Corona norvegese - Krone -  Norvegia (NOK)
  - Corona svedese - Krona -  Svezia (SEK)
- Dalasi gambese -  Gambia (GMD).
- Dinaro:-
  - Dinaro algerino -  Algeria (DZD)
  - Dinaro del Bahrein -  Bahrein (BHD)
  - Dinaro giordano -  Giordania (JOD)
  - Dinaro iracheno -  Iraq (IQD)
  - Dinaro serbo -  Serbia (RSD)
  - Dinaro kuwaitiano -  Kuwait (KWD)
  - Dinaro libico -  Libia (LYD)
  - Dinaro macedone -  Macedonia del Nord (MKD)
  - Dinaro tunisino -  Tunisia (TND).•’
- Dirham:-
  - Dirham degli Emirati Arabi Uniti -  Emirati Arabi Uniti (AED)
  - Dirham marocchino -  Marocco (MAD). Usato anche in  Sahara Occidentale (de facto).
- Dobra di São Tomé e Príncipe- São Tomé e Príncipe(STD).•’
- Dollaro:-
  - Dollaro australiano -  Australia (AUD). Usato anche nelle  Isole Cocos (Keeling),  Isole Heard e McDonald,  Isola di Natale,  Isola Norfolk,  Kiribati,  Nauru e  Tuvalu
  - Dollaro delle Bahamas -  Bahamas (BSD)
  - Dollaro di Bermuda -  Bermuda - (BMD)
  - Dollaro di Barbados -  Barbados (BBD)
  - Dollaro del Belize -  Belize (BZD)
  - Dollaro del Brunei -  Brunei (BND)
  - Dollaro canadese -  Canada (CAD)
  - Dollaro delle Cayman -  Isole Cayman (KYD)
  - Dollaro delle Figi -  Figi (FJD)
  - Dollaro giamaicano -  Giamaica (JMD)
  - Dollaro della Guyana -  Guyana (GYD)
  - Dollaro di Hong Kong -  Hong Kong (HKD)
  - Dollaro liberiano -  Liberia (LRD)
  - Dollaro namibiano -  Namibia (NAD)
  - Dollaro neozelandese -  Nuova Zelanda (NZD). Usato anche in  Isole Cook,  Isole Pitcairn,  Niue,  Tokelau
  - Dollaro delle Salomone -  Isole Salomone (SBD)
  - Dollaro di Singapore -  Singapore (SGD)
  - Dollaro surinamese -  Suriname (SRD)
  - Dollaro dei Caraibi Orientali-Anguilla,  Antigua e Barbuda,  Dominica, Grenada,Montserrat, Saint Kitts e Nevis, Saint Vincent e Grenadine, Saint Lucia (XCD)
  - Dollaro statunitense -  Stati Uniti (USD). Usato anche in  Costa Rica,  Ecuador,  El Salvador,  Guam,  Isole BES,  Isole Marianne Settentrionali,  Isole Marshall,  Isole minori esterne degli Stati Uniti,  Isole Vergini Americane,  Isole Vergini Britanniche,  Micronesia,  Palau,  Porto Rico,  Samoa Americane,  Territorio britannico dell'Oceano Indiano,  Turks e Caicos,
  - Dollaro taiwanese -  Taiwan (TWD)
  - Dollaro di Trinidad e Tobago -  Trinidad e Tobago (TTD)
  - Dollaro zimbabwese -  Zimbabwe (ZWL) (fuori corso ZWD, ZWN, ZWR)
- Đồng -  Vietnam (VND)
- Dram armeno -  Armenia (AMD)
- Escudo capoverdiano- Capo Verde(CVE).•’
- Euro:-
  - Paesi dell' Unione europea aderenti all'unione monetaria:  Austria,  Belgio,  Cipro,  Croazia,  Estonia,  Finlandia,  Francia,  Germania,  Grecia,  Irlanda,  Italia,  Lettonia,  Lituania,  Lussemburgo,  Malta,  Paesi Bassi,  Portogallo,  Slovacchia,  Slovenia,  Spagna (EUR)
  - Paesi non dell'Unione europea:  Area delle Basi Sovrane di Akrotiri e Dhekelia  Andorra,  Kosovo,  Monaco,  San Marino,  Montenegro,  Città del Vaticano (EUR)
- Fiorino
  - Fiorino Caraibico -  Curaçao,  Sint Maarten (XCG)
  - Fiorino arubano -  Aruba (AWG)
  - Fiorino ungherese-Forint- Ungheria(HUF).•’
- Franco:-
  - Franco del Burundi -  Burundi (BIF)
  - Franco delle Comore -  Comore (KMF)
  - Franco gibutiano -  Gibuti (DJF)
  - Franco guineano -  Guinea (GNF)
  - Franco ruandese -  Ruanda (RWF)
  - Franco congolese -  RD del Congo (CDF)
  - Franco svizzero -  Svizzera (CHF). Utilizzato anche in  Liechtenstein
  - Franco CFA
    - Stati dell'Africa Occidentale, noti anche come Africa Occidentale Francese:  Benin,  Burkina Faso,  Costa d'Avorio,  Guinea-Bissau,  Mali,  Niger,  Senegal,  Togo (XOF)
    - Stati dell'Africa Centrale, noti anche come Africa Equatoriale Francese  Camerun,  Ciad,  Gabon,  Guinea Equatoriale,  Rep. Centrafricana,  Rep. del Congo (XAF)

  - Franco CFP - Territori Francesi del Pacifico:  Wallis e Futuna,  Polinesia Francese,  Nuova Caledonia (XPF)
- Gourde haitiano -  Haiti (HTG)
- Grivnia ucraina -  Ucraina (UAH)
- Guaraní paraguaiano -  Paraguay (PYG)
- Kina papuana -  Papua Nuova Guinea (PGK)
- Kip laotiano -  Laos (LAK).
- Kwacha:-
  - Kwacha malawiano -  Malawi (MWK)
  - Kwacha zambiano -  Zambia (ZMK)
- Kwanza angolano -  Angola (AOA) (fuori corso AON, AOR)
- Kyat birmano -  Birmania (MMK)
- Lari georgiano -  Georgia (GEL)
- Lek albanese -  Albania (ALL)
- Lempira honduregna -  Honduras (HNL)
- Leone sierraleonese -  Sierra Leone (SLL).
- Leu:-
  - Leu moldavo -  Moldavia (MDL)
  - Leu romeno -  Romania (RON)
- Lev bulgaro -  Bulgaria (BGN) (fuori corso dal 2026 BGL)
- Lilangeni dell'eSwatini -  eSwatini (SZL).
- Lira:-
  - Lira libanese -  Libano (LBP)
  - Lira siriana -  Siria (SYP)
  - Lira turca -  Turchia (TRY). Usata anche in  Cipro del Nord
- Loti lesothiano -  Lesotho (LSL).
- Manat:-
  - Manat azero -  Azerbaigian (AZM)
  - Manat turkmeno -  Turkmenistan (TMM)
- Marco bosniaco (marco convertibile della Bosnia ed Erzegovina) -  Bosnia ed Erzegovina (BAM)
- Metical mozambicano -  Mozambico (MZN) (fuori corso MZM)
- Nacfa eritreo -  Eritrea (ERN)
- Naira nigeriana -  Nigeria (NGN)
- Ngultrum del Bhutan -  Bhutan (BTN)
- Nuevo Sol peruviano -  Perù (PEN)
- Ouguiya mauritana -  Mauritania (MRO)
- Paʻanga tongano -  Tonga (TOP)
- Pataca di Macao -  Macao (MOP).
- Peso:-
  - Peso argentino -  Argentina (ARS)
  - Peso cileno -  Cile (CLP)
  - Peso colombiano -  Colombia (COP)
  - Peso cubano -  Cuba (CUP)
  - Peso dominicano -  Rep. Dominicana (DOP)
  - Peso filippino -  Filippine (PHP)
  - Peso messicano -  Messico (MXN, fuori corso MXP)
  - Peso uruguaiano -  Uruguay (UYU)
- Peseta sahrawi -  Repubblica Democratica Araba dei Sahrawi (usata parzialmente)
- Pula del Botswana -  Botswana (BWP)
- Quetzal guatemalteco -  Guatemala (GTQ)
- Rand sudafricano -  Sudafrica (ZAR)
- Real brasiliano -  Brasile (BRL)
- Renminbi cinese (o yuan) -  Cina (CNY)
- Riel cambogiano -  Cambogia (KHR)
- Ringgit malaysiano -  Malaysia (MYR).
- Riyal:-
  - Riyal saudita -  Arabia Saudita (SAR)
  - Riyal iraniano -  Iran (IRR)
  - Riyal dell'Oman -  Oman (OMR)
  - Riyal del Qatar -  Qatar (QAR)
  - Riyal yemenita -  Yemen (YER).•’
- Rublo:-‘
  - Rublo bielorusso -  Bielorussia (BYR)
  - Rublo russo -  Russia (RUB, RUR)
  - Rublo transnistriano -  Repubblica Moldava di Pridnestrovie (nessun codice ISO)
- Rufiyaa delle Maldive -  Maldive (MVR).•’
- Rupia:-
  - Rupia indiana -  India (INR)
  - Rupia indonesiana -  Indonesia (IDR)
  - Rupia mauriziana -  Mauritius (MUR)
  - Rupia nepalese -  Nepal (NPR)
  - Rupia pakistana -  Pakistan (PKR)
  - Rupia delle Seychelles -  Seychelles (SCR)
  - Rupia singalese -  Sri Lanka (LKR).•’
- Scellino:-
  - Scellino keniota -  Kenya (KES)
  - Scellino somalo -  Somalia (SOS)
  - Scellino tanzaniano -  Tanzania (TZS)
  - Scellino ugandese -  Uganda (UGX)
  - Scellino del Somaliland-Somaliland(nessuno, de facto SQS)
- Nuovo shekel israeliano- Israele (ILS, fuori corso ILR) (utilizzato anche dall'Autorità Nazionale Palestinese).•’
- Som:-
  - Som kirghiso -  Kirghizistan (KGS)
  - Som uzbeko -  Uzbekistan (UZS)
- Somoni tagiko -  Tagikistan (TJS).’
- Sterlina:-
  - Sterlina britannica -  Regno Unito (GBP). Usata anche in  Guernsey (de facto),  Jersey e  Territorio antartico britannico
  - Sterlina egiziana -  Egitto (EGP)
  - Sterlina delle Falkland -  Isole Falkland (FKP). Usato anche in  Georgia del Sud e Isole Sandwich Australi
  - Sterlina di Guernsey -  Guernsey (de iure) (GGP)
  - Sterlina di Jersey -  Jersey (JEP)
  - Sterlina di Man -  Isola di Man (IMN)
  - Sterlina di Gibilterra -  Gibilterra (GIP)
  - Sterlina di Sant'Elena -  Sant'Elena, Ascensione e Tristan da Cunha (SHP)
  - Sterlina sudanese -  Sudan (SDG)
  - Sterlina sudsudanese -  Sudan del Sud (SSP)
  - Sterlina palestinese -  (usata parzialmente)
- Tālā samoano -  Samoa (WST)
- Taka bengalese -  Bangladesh (BDT)
- Tenge kazako -  Kazakistan (KZT)
- Tugrik mongolo -  Mongolia (MNT)
- Vatu -  Vanuatu (VUV).•’
- Won:-
  - Won nordcoreano -  Corea del Nord (KPW)
  - Won sudcoreano -  Corea del Sud (KRW)
- Yen -  Giappone (JPY)
- Złoty -  Polonia (PLN)

## Valute sostituite da altre o fuori corso

### Valute sostituite dall'euro
- Corona estone - Kroon -  Estonia (EEK) (sostituita dall'euro il 1º gennaio 2011)
- Corona slovacca - Koruna -  Slovacchia (SKK) (sostituita dall'euro il 1º gennaio 2009)
- Dracma greca - Drachma -  Grecia - (GRD) (sostituito dall'euro il 1º gennaio 2002)
- Escudo portoghese -  Portogallo (PTE) (sostituito dall'euro il 1º gennaio 2002)
- Fiorino olandese - guilden -  Paesi Bassi (NLG) (sostituito dall'euro il 1º gennaio 2002)
- Franco belga -  Belgio (BEF/BEC/BEL) (sostituito dall'euro il 1º gennaio 2002)
- Franco francese -  Francia (FRF) e  Andorra (ADF) (sostituito dall'euro il 1º gennaio 2002)
- Franco lussemburghese -  Lussemburgo (LUF) (sostituito dall'euro il 1º gennaio 2002)
- Franco monegasco -  Monaco (MCF) (sostituito dall'euro il 1º gennaio 2002)
- Kuna croata -  Croazia (HRK) (sostituito dall'euro il 1º gennaio 2023)
- Lats lettone -  Lettonia (LVL) (sostituito dall'euro il 1º gennaio 2014)
- Lira cipriota -  Cipro (CYP) (sostituita dall'euro il 1º gennaio 2008)
- Lira maltese -  Malta (MTL) (sostituita dall'euro il 1º gennaio 2008)
- Lira italiana -  Italia (ITL) (sostituita dall'euro il 1º gennaio 2002)
- Lira sammarinese -  San Marino (SML) (sostituita dall'euro il 1º gennaio 2002)
- Lira vaticana -  Città del Vaticano (VAL) (sostituita dall'euro il 1º gennaio 2002)
- Litas lituano -  Lituania (LTL) (sostituita dall'euro il 1º gennaio 2015)
- Marco finlandese - Markka -  Finlandia (FIM) (sostituito dall'euro il 1º gennaio 2002)
- Marco tedesco -  Germania (DEM) (sostituito dall'euro il 1º gennaio 2002)
- Peseta -  Spagna (ESP) e  Andorra (ADP) (sostituiti dall'euro il 1º gennaio 2002)
- Scellino austriaco -  Austria (ATS) (sostituito dall'euro il 1º gennaio 2002)
- Sterlina irlandese -  Irlanda (IEP) (sostituito dall'euro il 1º gennaio 2002)
- Tallero sloveno -  Slovenia (SIT) (sostituito dall'euro il 1º gennaio 2007)

### Valute sostituite da altre o fuori corso
- Corona cecoslovacca - Koruna -  Cecoslovacchia (CSK) (fuori corso)
- Dinaro jugoslavo - Usato in Repubblica Socialista Federale di Jugoslavia e successivamente in Repubblica Federale di Jugoslavia(YUD) (fuori corso)
- Dinaro sudanese -  Sudan (SDD) (sostituito con la sterlina sudanese (SDG) il 10 gennaio 2007)
- Escudo -  Timor Est (TPE) (sostituito dalla rupia indonesiana in seguito all'invasione del 1975 e dal dollaro statunitense dal 2002)
- Fiorino surinamese -  Suriname (SRG) (sostituito dal dollaro surinamese (SRD) il 1º gennaio 2004)
- Franco malgascio -  Madagascar (MGF) (sostituito dall'ariary malgascio nel 2003)
- Nuova lira turca -  Turchia (TRL) (sostituita dalla lira turca il 1º gennaio 2009)
- Marco -  Repubblica Democratica Tedesca (DDM) (fuori corso)
- Peso della Guinea-Bissau -  Guinea-Bissau (GWP) (Sostituito dal franco CFA nel 1997)
- Rublo -  Unione Sovietica (SUR) (fuori corso)
- Sucre -  Ecuador (ECS) - (sostituito dal dollaro statunitense)
- Zaire -  Zaire (fuori corso ZRZ, sostituito da ZRN e poi da CDF)

## Simboli delle valute
I simboli delle valute sono stati resi obsoleti dallo standard ISO 4217.
- ¤ - valuta generica
- ¢ - cent
- $ - dollaro
- ₥ - mill USA (1/10 cent)
- £ - sterlina britannica -  Regno Unito
- ¥ - yen -  Giappone / yuan -  Cina
- 元 - yuan -  Cina
- ৳ - taka bengalese -  Bangladesh
- ฿ - baht thailandese -  Thailandia
- ៛ - riel cambogiano -  Cambogia
- ₠ - euro - pensato per l'ECU, ma non usato. Ha un carattere storico, ma non rappresenta il simbolo dell'euro
- € - euro - nazioni dell'Eurozona
- ₡ - colón -  Costa Rica,  El Salvador
- ₢ - cruzeiro -  Brasile
- ₣ - franco francese -  Francia
- ₤ - lira italiana -  Italia
- ₦ - naira -  Nigeria
- ₧ - peseta -  Spagna
- ₹ - rupia indiana -  India
- ₩ - won coreano -  Corea del Nord,  Corea del Sud
- ₪ - nuovo shekel israeliano -  Israele
- ₫ - đồng -  Vietnam
- ₭ - kip laotiano -  Laos
- ₮ - tugrik mongolo -  Mongolia (translitterato anche come tugrug, tugric, tugrog, togrog)
- ₯ - dracma greca -  Grecia